# Kandel (Verbandsgemeinde)
Kandel est une Verbandsgemeinde (collectivité territoriale) de l'arrondissement de Germersheim dans la Rhénanie-Palatinat en Allemagne. Le siège de cette Verbandsgemeinde est dans la ville de Kandel.
La Verbandsgemeinde de Kandel consiste en cette liste d'Ortsgemeinden (municipalités locales):

Localisation du Verbandsgemeinde de Kandel dans l'arrondissement de Germersheim

1. Erlenbach bei Kandel
2. Freckenfeld
3. Kandel
4. Minfeld
5. Steinweiler
6. Vollmersweiler
7. Winden